# 拉合爾決議

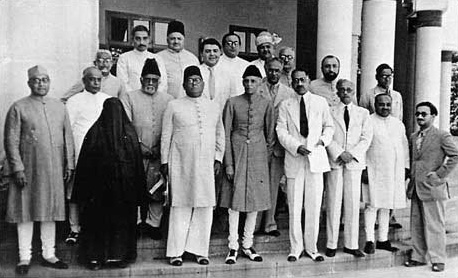
在拉合爾舉行的全印穆斯林聯盟工作委員會會議合照。

拉合爾決議 (英語: Lahore Resolution, 烏爾都語: قرارداد لاہور‎, Qarardad-e-Lahore; 孟加拉語: লাহোর প্রস্তাব, Lahor Prostab)，又稱為巴基斯坦決議或巴基斯坦獨立宣言，沙潔福負責起草及撰寫。由孟加拉首席部長阿布·凱瑟·法茲勒·胡克在1940年3月22日至24日，在拉合爾舉行的全印穆斯林聯盟會議上提出並獲得通過，因此得名「拉合爾決議」。

## 歷史背景
成立一个属于印度穆斯林的国家这个提议最初由穆罕默德·伊克巴勒于1930年提出，而巴基斯坦的国家名则由乔德哈里·拉玛特·阿里在他发行于1933年的小册子《巴基斯坦宣言》里提出，但一直到決議過後才開始廣泛使用。

直到1930年代為止，包括穆罕默德·阿里·真纳在內的穆斯林領導人一直試圖在印度建立兩種宗教的共同聯邦，確保穆斯林獲得最大程度的政治保障，以及尋求在穆斯林占多數的省份擁有自治權。但反复无常的政治气候和宗教之间的激烈冲突，使他们最終放弃这个理念，於是轉移尋求獨立建國，即兩國理論。到1939年，這種分離主義的思想已經植根下來，信德省穆斯林聯盟會議於1938年10月，在卡拉奇舉行了第一次會議。會議上通過了一項決議，建議全印穆斯林聯盟制定獨立憲法。阿布·凱瑟·法茲勒·胡克在1940寫道︰
以英國等同質國家為基礎的民主制度概念，絕對不適用於印度這樣的異質國家，而這個簡單的事實正是印度所有憲法弊病的根源…… 在印度，基於多數原則的議會制度必然意味著最大族群的統治。 過去的經驗證明，無論政黨的經濟理念及政策是如何，印度教徒最後都會投票給他的種姓成員，穆斯林則會投票給他的同宗教徒。

## 拉合爾會議

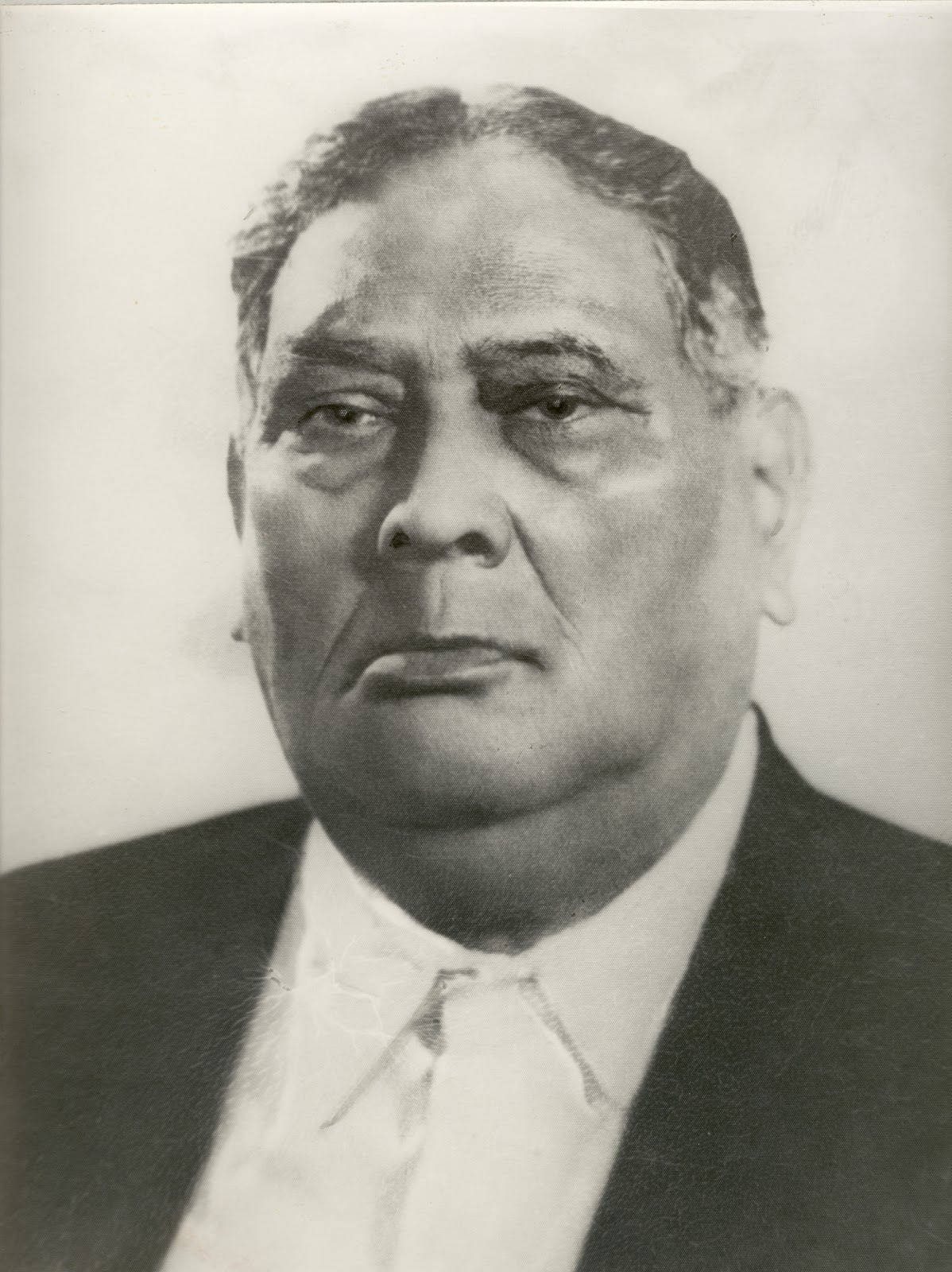
阿布·凱瑟·法茲勒·胡克

會議於1940年3月22日到3月24日在拉合爾的伊克巴爾公園舉行，決議由時任孟加拉首席部長阿布·凱瑟·法茲勒·胡克提出，並在會議的最後一日得到通過，呼籲建立一個獨立的穆斯林國家，得到了來自聯合省的喬杜里·哈利庫扎曼 (Chaudhry Khaliquzzaman)、旁遮普省的扎法爾·阿里·汗 (Zafar Ali Khan)、西北邊境省的薩達爾·奧朗則布汗(Sardar Aurangzeb Khan)及信德省的阿卜杜拉·哈魯恩爵士的附議支持。這決議後來在1941年成為穆斯林聯盟憲章的一部分。

該決議呼籲建立獨立的國家，聲明如下：
除非地理上的联合体（指大印度）进行了有必要的分治和重新调整，否则任何宪法方案对于穆斯林来说都是不可接受和不可行的。在穆斯林为多数的地区，例如印度西北部和东部，应该建立拥有自治权和主权的独立国家...在组成独立穆斯林国家的过程中，为了保护该地区人民的宗教、文化、经济、政治、行政和其它方面的权利，因此在咨询该地区人民后，应为他们提供适当、有效和强制性的特别保护。当穆斯林在当地属少数时，为保卫他们的安全，必要时应该进行一些政策上的调动。

## 紀念

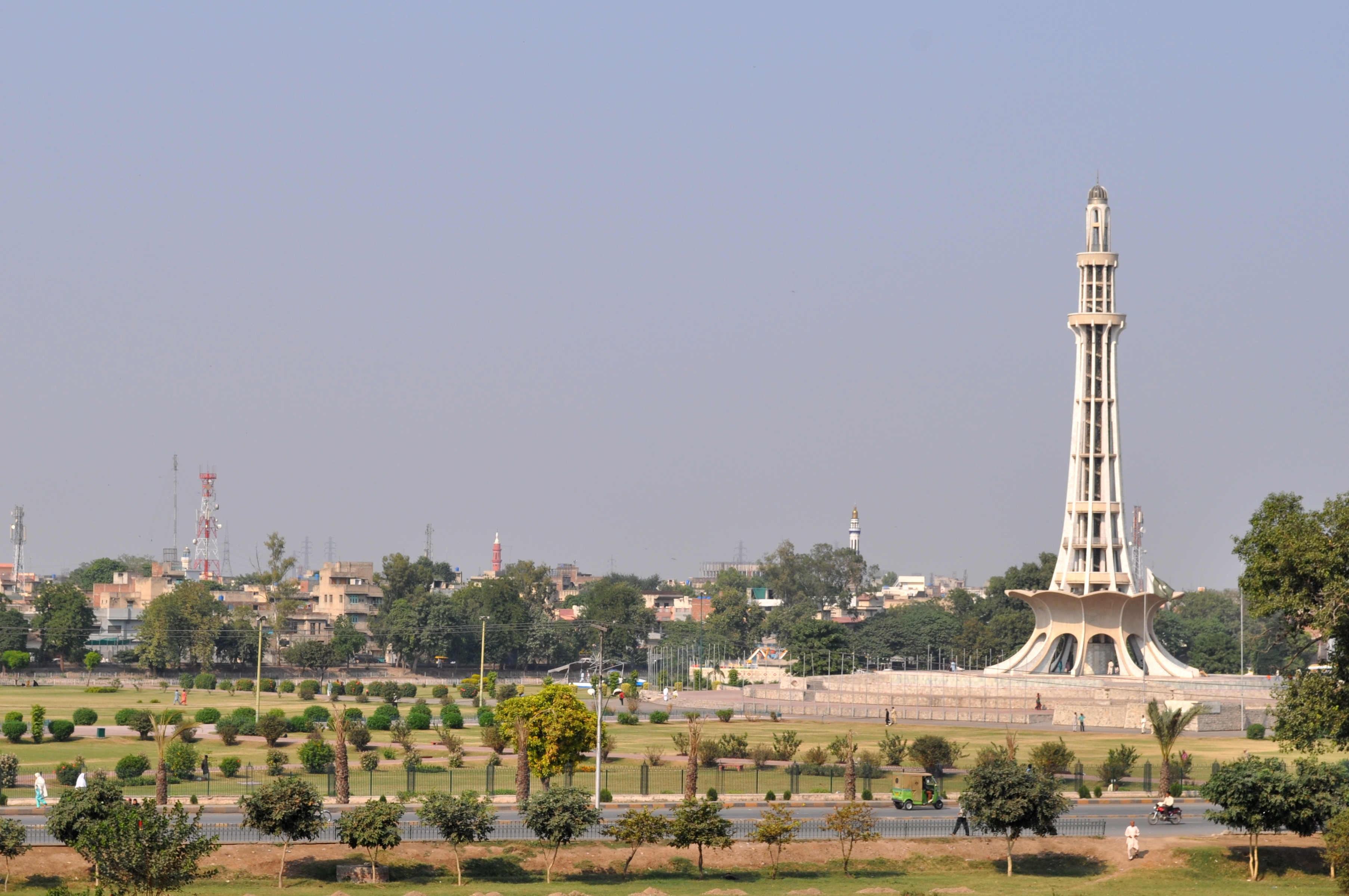
巴基斯坦決議日紀念塔，當年簽署《拉合爾決議》的地方。

- 為紀念這一事件，当年拉合尔決议的签署地伊克巴爾公園遺址建造了一座高60米的巴基斯坦決議日紀念塔。
- 巴基斯坦每年3月23日為巴基斯坦日，以紀念這一次會議。[15]

## 另見
- 印巴分治
- 兩國理論
- 巴基斯坦歷史